# Tranzitul lui Phobos de pe Marte
Un tranzit al lui Phobos peste Soare, așa cum este văzut de pe Marte, are loc atunci când Phobos trece direct între Soare și un punct de pe suprafața lui Marte, obscurând mare parte din discul Solar pentru un observator de pe Marte. În timpul unui tranzit, Phobos poate fi văzut de pe Marte ca un disc mare negru care se mișcă rapid peste fața Soarelui. În același timp, umbra (antumbra) lui Phobos se mișcă pe suprafața marțiană.
Evenimentul ar putea fi, de asemenea, privit ca o eclipsă de soare inelară deosebit de rapidă și superficială creată de Phobos.

## Tranzit
Un tranzit al lui Phobos de pe Marte durează de obicei doar aproximativ treizeci de secunde, din cauza perioadei orbitale foarte scurte a lunii de aproximativ 7,6 ore.
Deoarece Phobos orbitează aproape de Marte și în aliniat cu ecuatorul său, tranzitele lui Phobos au loc undeva pe Marte în majoritatea zilelor anului marțian. Înclinația sa orbitală este de 1,08°, așa că latitudinea umbrei sale proiectată pe suprafața marțiană prezintă o variație sezonieră, deplasându-se de la 70,4 ° S la 70,4 ° N și înapoi pe parcursul unui an marțian. Phobos este atât de aproape de Marte încât nu este vizibil la sud de 70,4°S sau la nord de 70,4°N; timp de câteva zile pe an, umbra sa ratează în întregime suprafața și cade la nord sau la sud de Marte.
În orice locație geografică dată de pe suprafața lui Marte, există două intervale într-un an marțian când umbra lui Phobos sau Deimos trece prin latitudinea sa. În timpul fiecărui astfel de interval, aproximativ șase tranzite ale Phobos pot fi văzute de observatori în acea locație geografică (comparativ cu zero sau unu tranzite ale lui Deimos). Tranzitele lui Phobos au loc în timpul toamnei și iernii marțiane în emisfera respectivă; aproape de ecuator se întâmplă în jurul echinocțiului de primăvară și toamnă, în timp ce mai departe de ecuator ele se întâmplă mai aproape de solstițiul de iarnă.
Observatorii de la latitudini mari (dar mai mici de 70,4°) vor vedea un diametru unghiular semnificativ mai mic pentru Phobos, deoarece sunt considerabil mai departe de acesta decât observatorii de la ecuatorul lui Marte. Ca rezultat, tranzitele lui Phobos pentru astfel de observatori vor acoperi mai puțin discul Solar. Deoarece orbitează atât de aproape de Marte, Phobos nu poate fi văzut la nord de 70,4°N sau la sud de 70,4°S; nici observatorii de la asemenea latitudini nu vor vedea tranzite.
Roverul Opportunity (MER-B) a fotografiat unele tranzite ale Phobos pe 7, 10 și 12 martie 2004. În descrieri, așa cum se vede mai jos, primul rând arată ora Pământului UTC, iar al doilea rând arată ora solară locală peMarte.
|                   |                   |
| 02:46:23 08:16:41 | 02:46:33 08:16:51 |

|                   |                   |                   |
| 07:36:28 11:04:23 | 07:36:38 11:04:32 | 07:36:48 11:04:42 |

|                   |                   |                   |                   |
| 13:40:47 15:42:35 | 13:40:57 15:42:44 | 13:41:07 15:42:54 | 13:41:17 15:43:04 |

Datele din tabelele de mai jos sunt generate folosind JPL Horizons. Există o mică discrepanță cu orele raportate pentru seria de imagini de mai sus. Acest lucru se poate datora impreciziei datelor efemeridelor utilizate de JPL Horizons; de asemenea, datele JPL Horizons oferă ora solară aparentă locală, în timp ce orele raportate mai sus sunt probabil o formă de timp solar mediu (și, prin urmare, o parte din discrepanța s-ar datora echivalentului marțian al ecuației timpului).
| Durată Ora Pământului (UTC)                                                                      | Durată (ora solară locală) | Separ. min. | Diam. ung. Phobos | Diam. ung. Soare | Alt. Soare |
| ------------------------------------------------------------------------------------------------ | -------------------------- | ----------- | ----------------- | ---------------- | ---------- |
| Setul anterior de tranzite a avut loc de la sfârșitul lui aprilie 2003 la începutul lui mai 2003 |                            |             |                   |                  |            |
| 7 martie 2004 (02:46:25 – 02:46:54)                                                              | 08 18 32 – 08 19 00        | 671"        | 779,2"            | 1230,7"          | 34,6°      |
| 8 martie 2004 (01:39:58 – 01:40:31)                                                              | 06 35 36 – 06 36 08        | 517"        | 665,0"            | 1229,8"          | 8,9°       |
| 10 martie 2004 (07:36:33 – 07:37:07)                                                             | 11 06 16 – 11 06 49        | 114"        | 908,4"            | 1227,6"          | 76,3°      |
| 11 martie 2004 (14:47:15 – 14:47:53)                                                             | 17 27 19 – 17 27 56        | 193"        | 669,4"            | 1226,3"          | 8,0°       |
| 12 martie 2004 (13:41:02 – 13:41:38)                                                             | 15 44 38 – 15 45 13        | 64"         | 784,5"            | 1225,5"          | 33,7°      |
| 13 martie 2004 (12:30:00 – 12:30:28)                                                             | 13 57 16 – 13 57 42        | 625"        | 880,4"            | 1224,6"          | 60,4°      |
| următorul set de tranzite a avut loc în a doua jumătate a lui martie 2005                        |                            |             |                   |                  |            |

5 Martie, 2024: NASA a lansat imagini cu tranzitele sateliților Deimos și Phobos și ale planetei Mercur, așa cum sunt văzute de rover-ul Perseverance de pe planeta Marte.

## Imagini ale umbrei
Privită de pe orbită, penumbra lui Phobos poate fi văzută mișcându-se rapid pe suprafața marțiană. Această umbră pe suprafața marțiană a fost fotografiată de multe ori de Mars Global Surveyor.

### Viking 1
Mijloc: Culorile sunt distorsionate pentru a spori vizibilitatea umbrei. Dungile orizontale albastre și albe corespund unor petice de test de pe sondă.
În anii 1970, și Orbiterul și Landerul Viking 1 au fotografiat umbra. Landerul a detectat penumbra lui Phobos care trecea peste el. Acest lucru a fost detectat doar ca o ușoară diminuare a luminii ambientale; camera Landerului Viking 1 nu a fotografiat Soarele. Umbrii i-a luat aproximativ 20 de secunde să treacă peste Lander, mișcându-se cu aproximativ 2 km/s. Umbra a fost fotografiată simultan de Orbiterul Viking 1, ceea ce a permis localizarea landerului în imaginile orbiterului.

### Imaginea din 26 august 1999

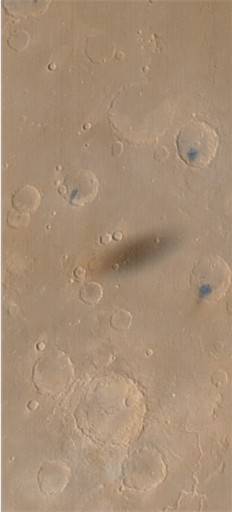
Penumbra lui Phobos pe peisajul marțian, văzută de Mars Global Surveyor pe 26 august 1999. Centrul umbrei era la 10,9°N 49,2°V la 04:00:33 UTC

Imagini mult mai detaliate ale umbrei au fost realizate odată cu sosirea în 1997 a Mars Global Surveyor și a camerei sale orbitale de înaltă rezoluție. O astfel de imagine a fost făcută pe 26 august 1999 și arată umbra la rezoluție înaltă. Această imagine a fost prezentată într-un comunicat de presă al NASA din 1 noiembrie 1999.
Examinând hărțile lui Marte vedem că umbra este centrată la aproximativ 10,9°N 49,2°V.
Putem căuta, de asemenea, fișierele imaginii originale la M04-03241 (roșu) și M04-03242 (albastru), parte din galeria MOC Wide-Angle Images, Regiunea Lunae Palus, Subfaza M04. „Timpul de începere a imaginii” a fost 03:26:13.01 UTC, „timpul de integrare a liniilor” este de 80,4800 milisecunde, iar factorul de „însumare în jos” este 4. Deoarece umbra este centrată la 6400 de pixeli de la partea de jos a imaginii originale de 10800 de pixeli (Mars Global Surveyor avea o orbită sincronă cu Soarele de la sud la nord), adăugăm (6400 × 0,08048 × 4) = 2060,3 secunde = 34 de minute și 20,3 secunde pentru a obține un timp de 04:00:33.3 UTC pentru centrul umbrei. Introducând valorile coordonatelor de longitudine/latitudine/altitudine -310.8,10.9,0 în JPL Horizons vedem că ora estimată a tranzitului a fost 04:00:36 UTC, în perfect acord cu eroarea determinării exact longitudinea și latitudinea centrului umbrei. Acesta a fost aproximativ 14:41 oră solară locală marțiană, iar altitudinea Soarelui era de 46,5° deasupra orizontului. JPL Horizons arată, de asemenea, că la 26 august 1999 distanța dintre Pământ și Marte era de 9,6 minute lumină.

### Alte imagini

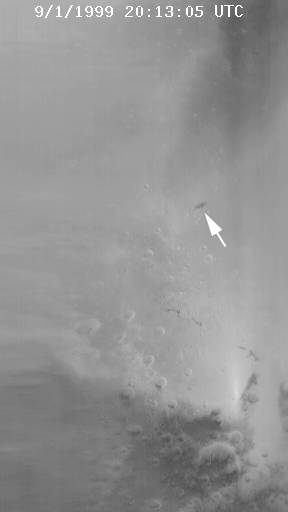
Penumbra lui Phobos pe Marte la 1 septembrie 1999, fotografiată de Mars Global Surveyor. Centrul umbrei era la 14°N 236°V la 20:49:02.4 UTC. Eticheta de text „20:13:05” reprezintă ora de începere a imaginii.

Există multe zeci de alte imagini ale umbrei, dar acestea au o rezoluție mult mai mică (cu un factor de 27/4). Trei astfel de imagini sunt prezentate în comunicatul de presă al NASA din 1 noiembrie 1999.
Marcajele de timp tipărite pe fotografiile din comunicatul de presă NASA nu corespund cu ora reală la care a fost fotografiată umbra, mai degrabă reprezintă „ora de începere a imaginii” a unei imagini originale mult mai mare pe verticală. Mars Global Surveyor îl orbitează pe Marte într-o orbită polară sincronă cu Soarele, cu o perioadă orbitală de 117,65 minute, mișcându-se de la polul sud la polul nord și își îndreaptă în mod continuu camera direct în jos. Rezultatul este o imagine sub forma unei benzi verticale subțiri foarte lungi, în care pixelii din partea de sus a imaginii sunt reprezentați la aproape o oră după cei din partea de jos a imaginii. În principiu, imaginea ar putea avea o înălțime de până la 43200 de pixeli, dar „însumarea în jos” este folosită pentru a îmbina liniile adiacente. De exemplu, un factor de însumare în jos de 27 face ca fiecare 27 de linii să fie îmbinate într-una singură, rezultând o imagine de 1600 de pixeli înălțime. Astfel, pentru a determina ora reală în care a fost fotografiată umbra Phobos, este necesar să se localizeze imaginea originală și să se măsoare la câți pixeli din partea de jos a imaginii se găsește umbra și să se adauge decalajul corespunzător la ora de începere a imaginii.
De exemplu, examinăm imaginea etichetată cu marcajul de timp 1 septembrie 1999 20:13:05 (UTC). Avem imaginile originale M07-00166 (roșu) și M07-00167 (albastru), parte din galeria MOC Global-Map Images, Subphase M07. Umbra este situată la aproximativ 14°N 236°V.
În acest caz, ora de începere a imaginii este 20:13:04.69 UTC, timpul de integrare a liniilor este de 80,48 milisecunde, iar factorul de însumare în jos este 27. Umbra are o înălțime de aproximativ 8 pixeli, centrată la 993 de pixeli din partea de jos a imaginii originale de 1600 de pixeli. Adăugăm (993 × 0,08048 × 27) = 2157,75 secunde = 35 minute 57,75 secunde pentru a obține un timp de 20:49:02.4 UTC pentru centrul umbrei.
Introducerea valorilor coordonatelor de longitudine/latitudine/altitudine -124,14,0 în JPL Horizons oferă o oră estimată de 20:49 pentru tranzit, care este din nou în acord. La 1 septembrie 1999, distanța dintre Pământ și Marte era de 9,9 minute lumină.

## Alte observații
Tranzitele lui Phobos în 2019 au fost detectate ca o scădere tranzitorie în datele curentului rețelei solare ale landerului InSight. La acea vreme, datele au fost primite doar la intervale de 30 de secunde, astfel încât evenimentele au fost înregistrate doar ca scăderi ale unui singur eșantion de câteva până la câteva zeci de procente.
În timpul tranzitelor din primăvara anului 2020, toate instrumentele de la bordul InSight au înregistrat cu o rată de eșantionare completă și s-a observat o înclinare ușoară a seismometrului ultrasensibil, precum și o scădere a iradianței solare și o scădere a temperaturii suprafeței cu 2 K. Înclinarea seismometrului a fost cauzată de contracția solului din cauza scăderii temperaturii; peste tot, dar nu în umbra creată de scutul termic din jurul seismometrului.